# Mahdi Mohebbi
Mahdi Mohebbi (pers. مهدی محبی) – irański zapaśnik w stylu wolnym. Zdobył dwa medale na mistrzostwach Azji - złoty w 1988 i brązowy w 1987. Startował w kategorii 100 kg.